# William Maclure

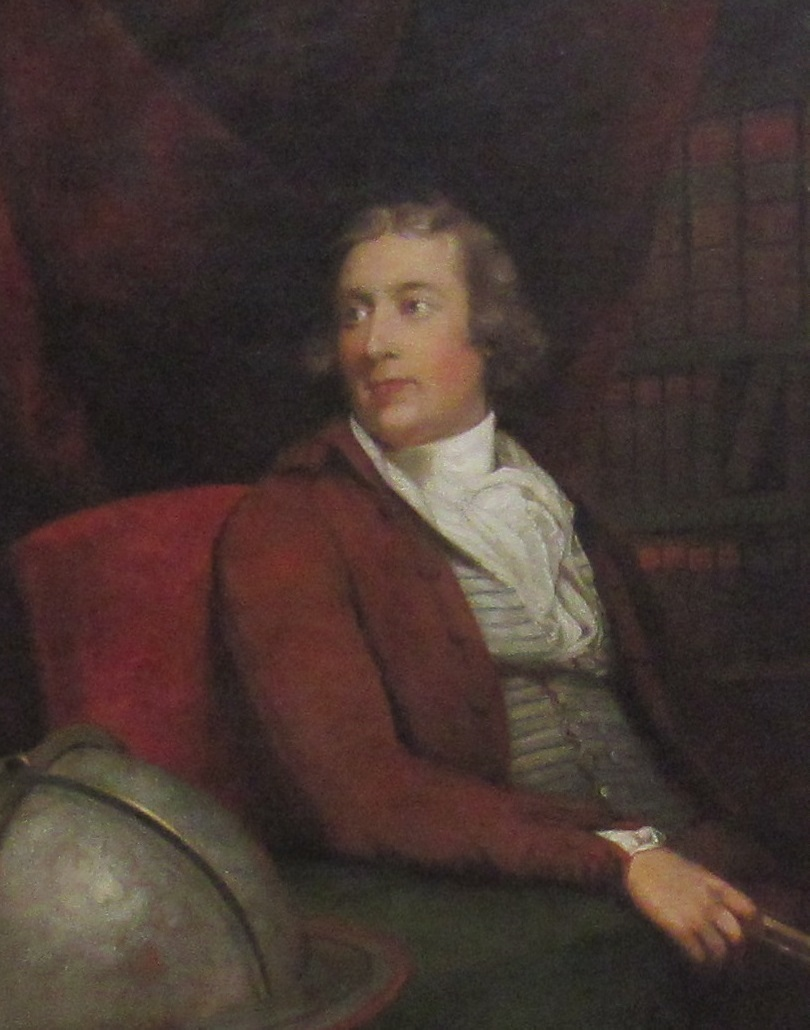
William Maclure, Gemälde von Charles Willson Peale

William Maclure (* 27. Oktober 1763 in Ayr, Schottland; † 23. März 1840 in San Angel, Mexiko) war ein schottischer Geologe, Gelehrter und Philanthrop. Er gilt als Vater der amerikanischen Geologie.

## Leben
Der Sohn eines Kaufmanns wurde ursprünglich auf den Namen James getauft. Während seiner Jugend erfolgte eine Namensänderung auf William. Maclure erwarb in Europa als Geschäftsmann rasch ein Vermögen. 1796, während seiner zweiten Amerikareise, wurde er US-amerikanischer Staatsbürger und begann, eine geologische Karte der Vereinigten Staaten anzulegen. Dazu unternahm er umfangreiche Reisen, die ihn vor allem in das Gebiet zwischen Appalachen und Mississippi führten. 1803 verhandelte er in Frankreich über die Restitution von Vermögensschäden, die US-Bürger durch die Revolution erlitten hatten. 1805 besuchte er Johann Heinrich Pestalozzi in der Schweiz.
Im Jahr 1809 fand in Philadelphia eine Konferenz der American Philosophical Society statt. Auf dieser Veranstaltung berichtete Maclure über seine Erkundungen und präsentierte eine farbige geologische Karte. Sie war die erste allgemein verfügbare geologische Karte der USA. Einige Jahre später, 1817, publizierte er sein bekanntes Werk über den geologischen Aufbau der Vereinigten Staaten.
Maclures geologische Erkundungen erweiterten sich nun auf die Karibik, wo er hauptsächlich die vulkanischen Erscheinungen auf Barbados, Santa Cruz und Saint Thomas untersuchte.
Im Herbst 1817 sprach ihn Thomas Say auf eine Mitwirkung in der Akademie der Wissenschaften von Philadelphia an. Im Dezember des gleichen Jahres wurde er zu ihrem Präsidenten gewählt und führte dieses Amt bis zu seinem Tod im Jahr 1840 aus. Sie gewann unter seiner Leitung schnell an überregionaler Bedeutung. Insbesondere vergrößerten sich ihre naturwissenschaftlichen Sammlungen und die Bibliothek. Maclure spendete selbst erhebliche Bestände aus seinen Sammlungen und einen großen Anteil der eigenen wertvollen Bibliothek, die er mit viel Sachkenntnis früher in Europa erworben hatte. Darunter befanden sich über 600 Bücher und 146 Folianten mit naturwissenschaftlichen Themen, ferner Altertumsgeschichte, Künste und Reiseberichte. Insgesamt belief sich die Buchspende auf 1.500 Objekte. Keine andere Institution in Amerika besaß zu dieser Zeit eine Bibliothek von diesem Wert.
Während seines Lebens unterstützte Maclure auch weitere Institutionen durch Schenkungen mit Büchern und naturwissenschaftlichen Sammlungsobjekten.
Nach 1820 versuchte er bei Alicante in Spanien ein landwirtschaftliches und soziales Musterprojekt zu errichten, das jedoch scheiterte. 1826 reiste er zusammen mit anderen Gelehrten und Schriftstellern, darunter Robert Owen, Charles-Alexandre Lesueur und Thomas Say auf einem Kielboot mit Namen Philanthropist den Ohio hinunter, um sich in der Utopisten-Siedlung New Harmony in Indiana niederzulassen. Dort gründete er das Working Men’s Institute  und die erste Bibliothek in Indiana. Schon vor dem Scheitern auch dieses utopischen Projekts verlegte Maclure nach 1826 seinen Wohnsitz und Lebensmittelpunkt aus gesundheitlichen Gründen nach Mexiko.
Siehe auch: Maclura

## Werke
- To the people of the United States. Philadelphia: [s.n.], 1807.
- Observations on the Geology of the United States explanatory of a Geological Map (1809)
- Observations on the Geology of the United States of America (1817)